# 颶風弗雷德 (2015年)
飓风弗雷德（英語：Hurricane Fred）是有纪录以来热带海域形成位置最偏东面的大西洋飓风，也是1892年后首场途经佛得角的飓风。弗雷德是2015年大西洋颶風季第六场获命名的风暴和第二场飓风，源自2015年8月下旬西非上空的强劲东风波。进入大西洋后，东风波向西北方向移动，并因对流层环境利好于8月30日强化成热带风暴。次日，气旋在逼近佛得角期间升级成一级飓风，达到最大持续风速每小时140公里的最高强度。经过博阿維斯塔島并逐渐远离圣安唐岛后，弗雷德稳步减弱，强度在9月1日降至低于飓风标准。接下来风暴转向西北偏西，外界风切变越来越强，气象机构多次预测系统即将消散，但弗雷德继续保持热带气旋标准，9月4至5日的强度在热带风暴下限和热带低气压范围波动，然后突然大幅转向北上。9月6日，气旋环流已大幅消退，当天便完全消散。
面对飓风威胁，佛得角全境首次收到飓风警告。8月31日，向风群岛的风力基本都达到烈風强度，刮倒树木和电线杆。最偏东面的博阿維斯塔島和薩爾島部分房顶被掀，村庄供电和电话中断数日。波瓦桑村七成房屋受轻到中度损伤。最北端的岛屿降下暴雨，洪水进入民居、冲毁道路，农田毁于一旦；聖尼古勞島的庄稼和牲畜损失惨重。佛得角的经济损失总额约为250万美元，但降水对农业整体而言利大于弊。风暴激发的涌浪令西非沿海波涛汹涌，摧毁渔村的同时还将塞内加尔大片居民区淹没。弗雷德在西非至佛得角间洋面引发海难，夺走九条人命。

## 气象历史
8月28日，美国国家飓风中心开始监控西非内陆上空异常强劲的东风波。东风波后方有大片云系尾随，在几内亚海岸线附近发展出广阔的旋转气流并朝大西洋开阔海域移动。扰动天气转向西北，于协调世界时8月29日18点左右从科納克里进入大海，美国国家飓风中心认为外界的利好环境会令系统在48小时内发展成热带气旋。系统当晚就爆发强烈雷暴，并在层次分明的低气压中心附近聚集；卫星图像和散射仪数据表明，8月30日午夜前后科納克里西北偏西约480公里水域上空形成持续风速每小时55公里的热带低气压。
大西洋最东侧的热带气旋通常在北大西洋副热带高压脊影响下向西推进，但高压脊在之前的扰动天气影响下出现薄弱环节，热带低气压得以突破高压脊向西北方向前进。系统结构稳步改善，弧度很大的雨带朝中心周围聚拢，似有发展成風眼的趋势。8月30日早上6点，气旋在佛得角培亞东南偏东约625公里位置升级成热带风暴并获名“弗雷德”（Fred），成为1851年开始有现代纪录以来第四个在西经19度以东形成的热带风暴。接下来气旋行经海域热带湿气充沛，风切变少，海面温度偏高，所以能稳步增强。系统发展出浓厚的圆形中心密集雲團區且外流格局良好，各层面环流都呈现清晰的眼状特征。卫星强度估算的风力时速达到120公里，美国国家飓风中心结合上述特征于8月31日午夜0点将佛得角薩爾島东南偏东方向约270公里洋面的弗雷得升级成一级飓风，这也是有纪录以来热带海域达到飓风强度位置最偏东面的大西洋飓风。

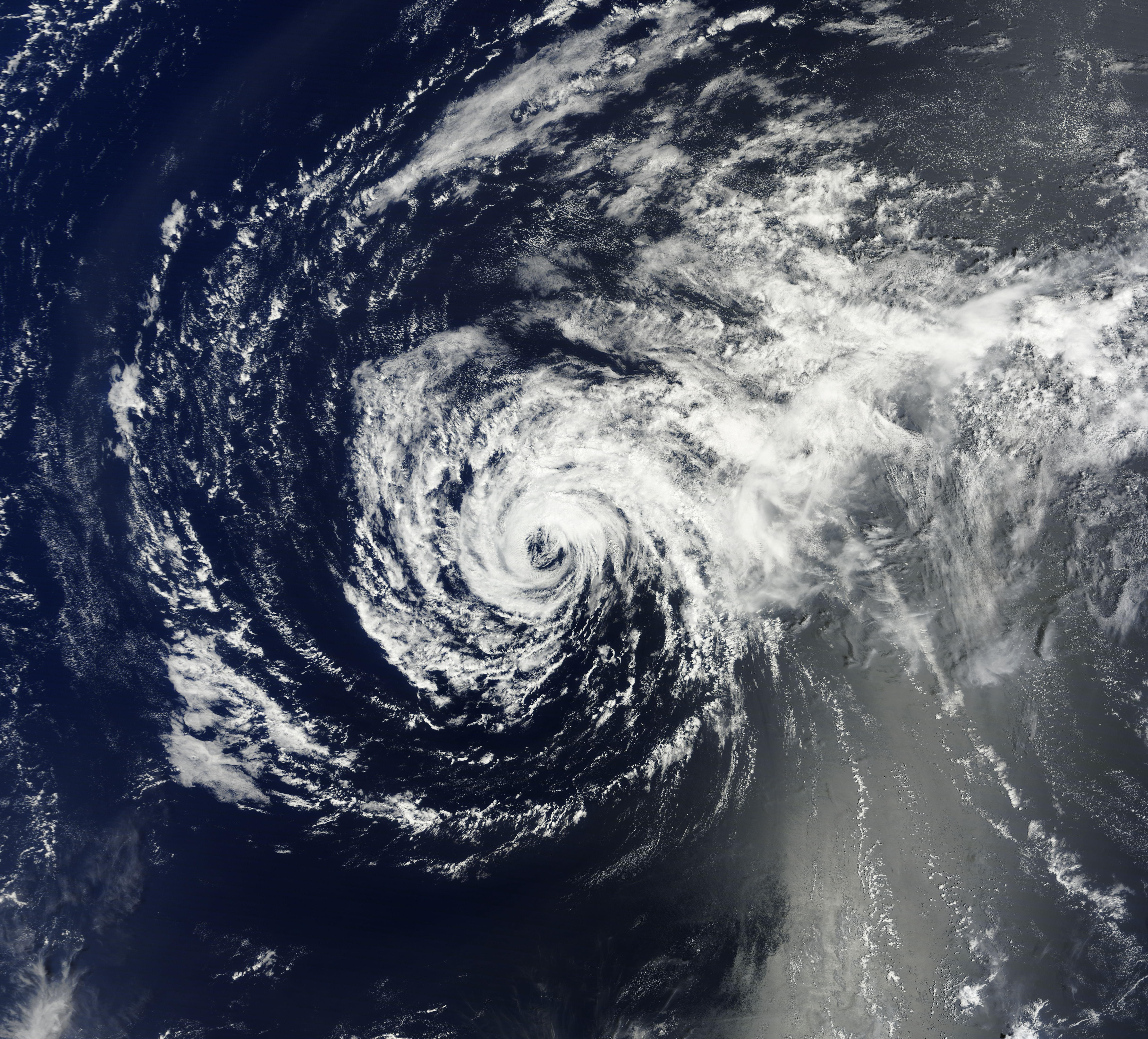
9月3日，热带风暴弗雷德的环流层次分明，但严重缺乏对流

气旋结构紧凑并迅速达到最高强度，中心最低气压986毫巴（百帕；29.12英寸汞柱），持续风速每小时140公里，属一级飓风范围。8月31日，风暴经过佛得角向风群岛，中午12点左右勉强掠过博阿維斯塔島南岸。接下来12小时内，风眼渐趋模糊，先后经过聖尼古勞島北侧和圣安唐岛东北偏北方向。9月1日，干燥空气和高空的强烈风切变将飓风中心周围对流驱散，促使弗雷德降级成热带风暴。受北面再生的高气压影响，气旋减弱后略朝西北偏西转向，行经海域水温显著降低。风暴在9月1至4日大部分时间基本没有产生对流活动，偶尔爆发的雷暴也在强烈风切变影响下无法朝中心聚集。外界环境不利，系统内又缺乏稳定对流，美国国家飓风中心多次预测弗雷德即将消散，但实际情况并非如此。气旋产生的风速一直保持烈風标准并有强劲下层环流。
9月4日正午12点，美国国家飓风中心把风力减弱的弗雷德降级成热带低气压，但气旋强度次日又短暂恢复热带风暴标准，此后系统保持热带低气压强度，对流若有若无。弗雷德成型后大部分时间都在围绕高压脊移动，但百慕大以东数百英里洋面的高空扰动天气此时开始侵蚀高压脊南部边缘。气旋所在海域的气流转向格局因此改变，热带低气压在9月6日大幅转向北上。此后几小时四周环境持续恶化，气旋越来越分散。9月6日下午18点，气象机构正式认定弗雷德在亚速尔群岛西南方向约1950公里水域消退成地表低壓槽，最终与百慕大近海的扰动天气融合。

## 防灾措施和影响

### 西非

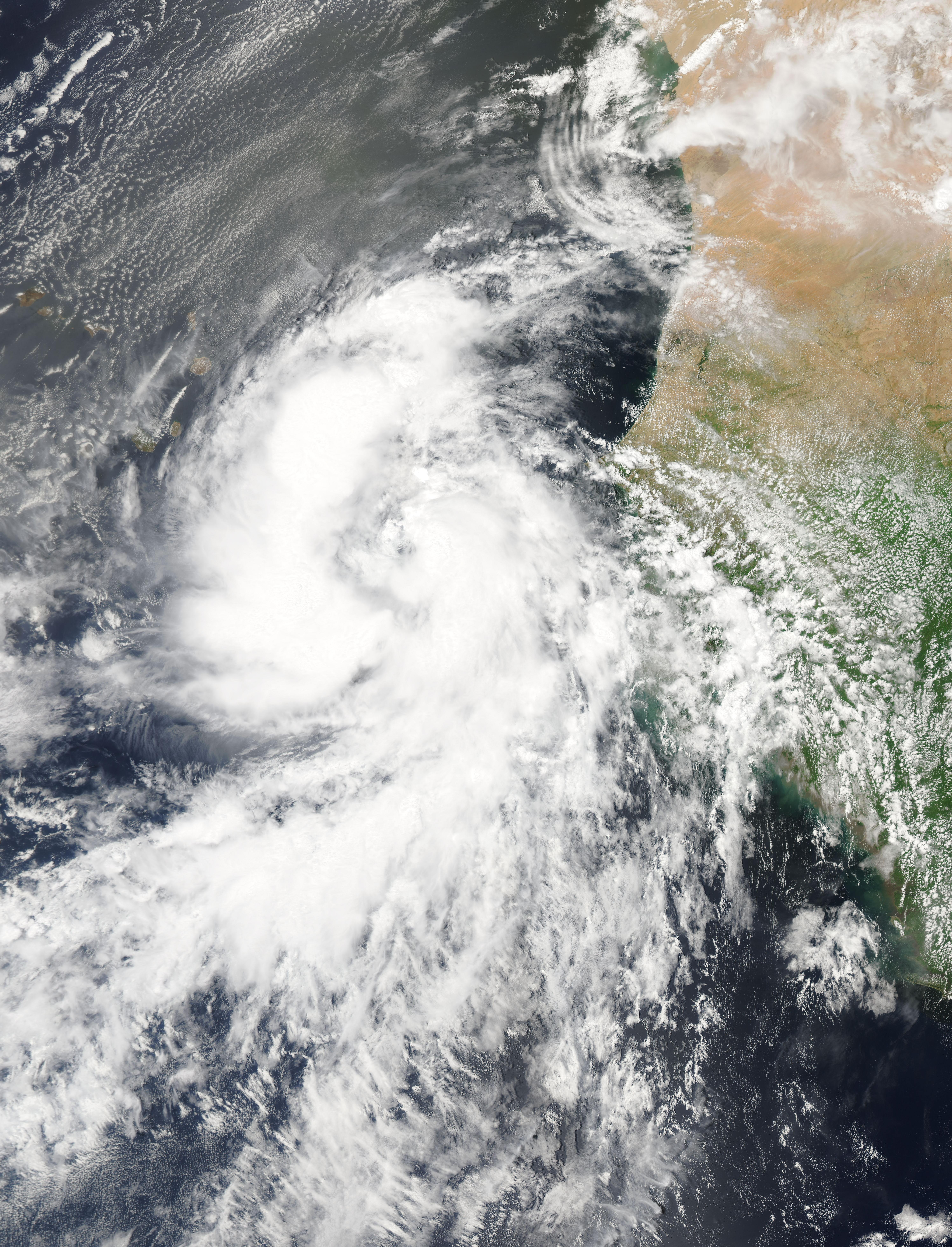
8月30日，热带风暴弗雷德在佛得角和西非间海域增强

风暴在西非大范围海岸沿线产生涌浪，海上波涛汹涌，范围向北一直延伸到塞内加尔。恶劣海况重创達喀爾至姆布爾沿海渔村和港口城镇，导致船只搁浅，道路和桥梁受损。塞内加尔汉恩区（Hann）约两百套房屋毁于一旦，其中大部分的墙壁完全坍塌；巴尼（Bargny）的民居灾情类似。大浪冲破呂菲斯克郊区的水坝，流入民房和墓地，还摧毁当地清真寺。首都区以外的许多村庄与周边地区交通完全中断，灾民共收到上百吨大米，并获得1200万非洲金融共同体法郎（相当于同年的两万美元）政府救济基金。
气旋产生的风暴潮抵达南面幾內亞比索，淹没部分道路和低洼地区的办事处及军营。海水淹没通巴利區大片农田，水稻损失惨重。载有19人的渔船在海上遭遇七米狂浪后倾覆，12人获救，失踪的七人推定均已死亡。

### 佛得角
佛得角在风暴形成时收到热带风暴警告，气象部门预计气旋会增强后又向该国发布飓风观察预警。弗雷德呈现明显强化迹象后，气象机构以飓风警告取代飓风观察预警，成为佛得角史上首次飓风级警报。8月31早上，佛得角航空暂停培亚飞往達喀爾的航班。狂风来袭后，博阿維斯塔島、薩爾島和圣维森特岛的机场暂停作业。政府官员敦促所有岛民确保船只安全且不要出海。最北面的圣安唐岛原计划在波多诺伏举办全国音乐节，但因飓风来袭取消。
飓风导致佛得角全国至少五十户居民流离失所，经济损失约2.5亿佛得角埃斯库多（相当于同年的250万美元），其中大部分是向风群岛的农业和私人财产损失。弗雷德是有纪录以来首场行经佛得角并造成影响的飓风，也是该国至今唯一一次在陆地上测得飓风强度风力。风暴没有在陆地上造成人员丧生，但博阿維斯塔島两名渔民出海后再也没有返回，推定已经遇难。向风群岛虽损失部分农作物和牲畜，但飓风对佛得角农业利大于弊，背风群岛旱情缓解，河流和水库获得补充，干旱的农田得到灌溉。

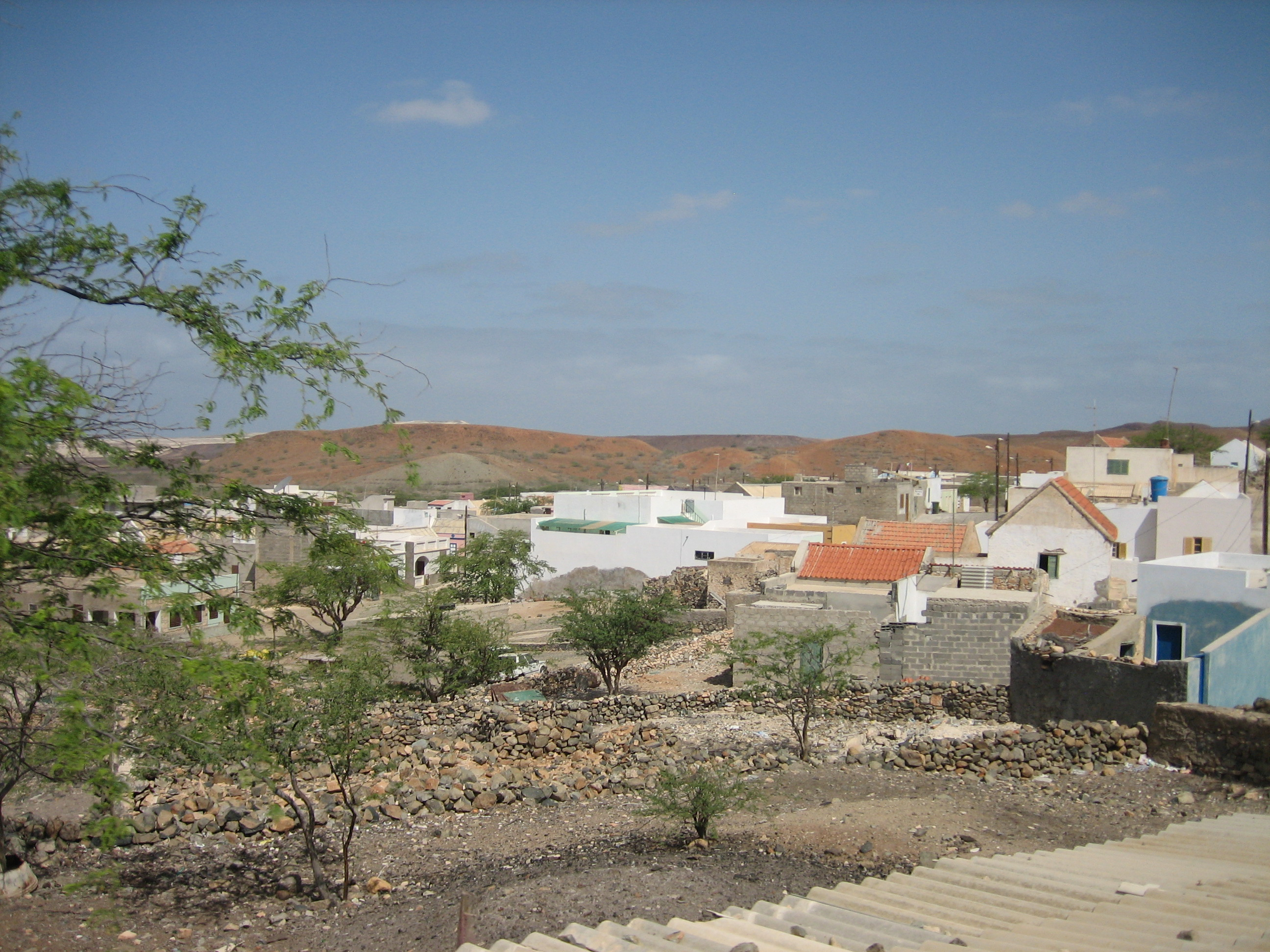
博阿維斯塔島南部的波瓦桑村约七成民居受损

#### 向风群岛
8月31日下午，弗雷德经过佛得角东部岛屿。博阿維斯塔島出现强烈雷暴，风速每小时100公里，降水96毫米，部分树木连根拔起，屋顶和石膏建筑受损，大部分居民失去供电。大风刮倒薩爾雷的信号发射塔，致使手机信号中断。岛上两人因房屋部分坍塌受轻伤后送入医院。洪水席卷拉比尔（Rabil）低洼地区 ，还切断通向周边城镇的主要道路，导致应急工作人员不能顺利赶赴灾区。南部的波瓦桑村（Povoação Velha）灾情最为严重，约七成房屋受到一定程度破坏，有些只是瓷砖或窗户受损，有些墙壁倒塌，修复成本约三百万佛得角埃斯库多（相当于同年的三万美元）。岛上还因基础设施受损导致供电和电话服务中断五天。估计弗雷德共在博阿維斯塔島造成7600万佛得角埃斯库多（相当于同年的76万美元）损失，其中修复成本占2600万佛得角埃斯库多（相当于同年的26万美元）。
薩爾島部分地区灾情类似，风暴潮导致该岛南岸数十艘船沉没或搁浅，还将位于圣玛丽亚的主要旅游码头摧毁。截至2017年5月（飓风过去一年半后），恢复工作仍未完成，如此长时间的延误促使人们担心岛上安定和旅游业经济。酒店、饭店和海滩设施被淹，当地道路无法通行。约100人躲进高中体育馆充当的风暴避难所，但体育馆顶却被强烈阵风刮落。大风致使萨尔岛西北部的帕尔梅拉（Palmeira）居民家中停电，萨尔国际机场遭受轻微结构损伤。风暴期间，洪水迫使近130名特拉博阿（Terra Boa）和埃斯帕戈斯贫困郊区居民转移到避难所。萨尔岛海滩是赤蠵龜非常重要的筑巢地点，但有八成巢穴被飓风摧毁。风暴共对该岛造成约三千万佛得角埃斯库多（相当于同年的三十万美元）损失。
气旋在向风群岛北部山区产生狂风暴雨，聖尼古勞島的持续风力时速为130公里，达到飓风强度，是风暴期间各地正式测得的最高风速。降雨量在中等水平，其中琼凯瑞诺（Juncalinho）最高，达到90毫米。大风将许多老树连根拔起，引起山体滑坡，还令岛上村庄停电。可贝斯利诺（Cabeçalinho）的电线杆在肆虐狂风中倒塌，教堂屋顶塌陷。聖尼古勞島人口最多的里貝拉布拉瓦有七十套民宅因气旋受损，当地温室被毁，农舍夷为平地，部分居民无家可归或丧失收入来源。该岛最东端的凯瑞克（Carriçal）降下瓢泼大雨，将民居淹没、道路冲毁，水果和水耕栽培作物毁于一旦。聖尼古勞島大部分牲畜失踪或死亡，其中包括霍特拉（Hortelã）的牛。岛上农业和私人财产损失总额达到五千万佛得角埃斯库多（相当于同年的五十万美元），其中农业损失以香蕉和甘蔗为主。

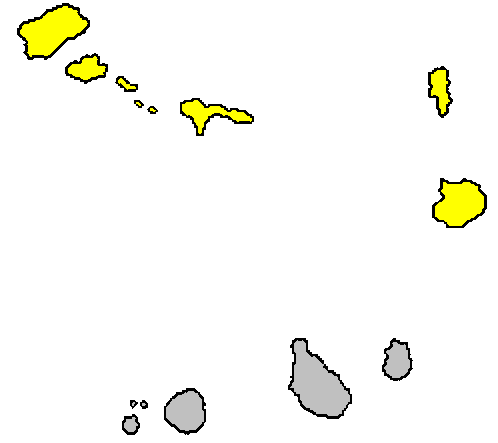
飓风弗雷德对佛得角北部的向风群岛（黄色）破坏更加严重，南部的背风群岛以利好为主

邻近的圣维森特岛和圣安唐岛所受影响较小，基本局限于停电、洪水，农作物受损。圣安唐岛所测风速不高，降水达到两百毫米，海拔更高的位置雨量更多。洪水席卷波多诺伏社区，35人被迫转移。雨水将岛上胡萝卜、白菜和蕃茄种植园冲毁，并以西北部的奥拓米拉（Alto Mira）附近情况突出。圣维森特岛拉伊尼哈（Laginha）及周边道路封闭，阵风刮倒两棵树，其中一棵砸中汽车，司机受轻伤。飓风共对两岛造成价值1600万佛得角埃斯库多（相当于同年的十六万美元）损失，其中大部分是修复基础设施的成本。

#### 背风群岛
弗雷德对背风群岛的影响较小。风暴外围雨带在圣地亚哥岛和福古岛降下暴雨，并以圣地亚哥岛山区雨量最高，达到330毫米，引发的洪灾令道路、人行道和墙壁受损。圣地亚哥岛聖米格爾縣因洪灾和倒塌的树木导致交通严重受阻，岛上各地的结构破坏损失总额达到8700万佛得角埃斯库多（相当于同年的86万美元），其中大部分由城区洪灾造成。不过，事实证明降水利大于弊，枯竭的水资源得到补充，将聖薩爾瓦多蒙多縣的大型水库蓄满并灌溉附近耕地。